# Malin Burnham
Malin Burnham (12 de noviembre de 1927) es un deportista estadounidense que compitió en vela en la clase Star. Ganó cinco medallas en el Campeonato Mundial de Star entre los años 1944 y 1965.

## Palmarés internacional
| Campeonato Mundial | Campeonato Mundial             | Campeonato Mundial | Campeonato Mundial |
| Año                | Lugar                          | Medalla            | Clase              |
| ------------------ | ------------------------------ | ------------------ | ------------------ |
| 1944               | Lago Míchigan (Estados Unidos) | Medalla de oro     | Star               |
| 1945               | Long Island (Estados Unidos)   | Medalla de oro     | Star               |
| 1958               | San Diego (Estados Unidos)     | Medalla de bronce  | Star               |
| 1964               | Boston (Estados Unidos)        | Medalla de bronce  | Star               |
| 1965               | Newport Beach (Estados Unidos) | Medalla de plata   | Star               |